# Phascum piptocarpum
Phascum piptocarpum är en bladmossart som beskrevs av Michel Charles Durieu de Maisonneuve och Montagne in Montagne 1856. Phascum piptocarpum ingår i släktet Phascum och familjen Pottiaceae. Inga underarter finns listade i Catalogue of Life.